# Oreodera undulata
Oreodera undulata är en skalbaggsart som beskrevs av Bates 1861. Oreodera undulata ingår i släktet Oreodera och familjen långhorningar. Inga underarter finns listade i Catalogue of Life.